# Mathilde Eyssenhardt
Mathilde Eyssenhardt (* 18. September 1859 in Hoan in Norwegen; † 11. Dezember 1932 in Altona) war eine deutsche Porträtmalerin. 

## Leben
Mathilde Eyssenhardt war die Tochter von Otto Arnemann (* 16. Mai 1836 in Hamburg; † 16. Mai 1885 in Eisenach) und dessen Ehefrau Louise Friedrikke (geb. Støtzer) (* 1835 in Hamburg; † 1910 ebenda); ihre jüngere Schwester war Auguste Arnemann (* 25. Juli 1861 in Hamburg; † 5. Dezember 1948) war mit Johan Winther Greger (1861–1946) verheiratet.
Sie war mit Franz Eyssenhardt, Altphilologe und Direktor der Hamburger Stadtbibliothek, verheiratet, gemeinsam hatten sie zwei Kinder:
- Albert Eyssenhardt (* 26. Januar 1884 in Hamburg);
- Olga Eyssenhardt (* 1885), Bildhauerin.

Mathilde Eyssenhardt erhielt eine Malausbildung bei Julie de Boor in Hamburg; dort ließ sie sich Ende der 1880er Jahre als Porträtmalerin nieder, bis sie 1913 nach Altona übersiedelte.
Ihre, im konventionellen Porträtstil geschaffenen Bildnisse, zeigen zumeist gutsituierte Hamburger und Altonaer Bürger in Dreiviertelansicht;  zudem kopierte sie auch Porträtbildnisse des 19. Jahrhunderts.
Teile ihrer Werke befinden sich im Museum für Hamburgische Geschichte in Hamburg.

## Ausstellungen (Auswahl)
- 1886: Akademische Ausstellung in Berlin.
- 1902: Kunstverein in Hamburg.
- 1906: Société des Artistes Français in Paris.
- 1906: Kunstverein in Hamburg.
- 1908: Kunstverein in Hamburg.

## Werke (Auswahl)
- Porträt des Theodor Arnemann. Um 1885.
- Porträt des Franz Georg Stammann. Um 1900.
- Porträt der Johanna Emilie Henriette Baetcke. Um 1900.
- Porträt der Dorothea Henriette Sophie Margaretha Moller. 1910.
- Porträt des Philipp Moller. 1911.
- Porträt einer unbekannten Dame. 1911.[1]